# Margiána

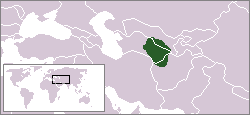
Územní rozsah Margiány kolem roku 300 př. n. l.

Margiána (staropersky Marguš, avestánsky Móuru, středopersky Marv, starořecky Μαργιανή Margiané) je historické území v dnešním Turkmenistánu, Uzbekistánu a Afghánistánu. Margiána ležela v deltě řeky Murgháb, starořecky zvané Margos, která pramení v afghánských horách, a teče na sever skrze poušť Karakum, v které vytváří vnitrozemskou deltu a nakonec mizí. Na jihozápadě sousedila s Parthií, na jihu s Arií, na východě s Baktrií a na severu se Sogdianou.
Od 2. století př. n. l. Margiána představovala významnou obchodní křižovatku mezi západem a východem a později přes ní vedla Hedvábná stezka. Taktéž byla významným střediskem zarathuštrismu, buddhismu, judaismu a křesťanství, především nestoriánského.
V Margiáně existovala přibližně mezi lety 2 200 až 1 700 př. n. l. kultura nazývaná Baktrijsko-margiánský archeologický komplex, která pravděpodobně měla výraznou úlohu v migraci indoíránských kmenů na jih. Již v dobách Kýra I. (8.-7. století př. n. l.) byla pravděpodobně součástí Achaimenovské říše, protože tento král bojoval proti Massagetům. Po nástupu Dareia I. roku 522/521 př. n. l. patřila Margiána, stejně jako mnoho jiných perských provincií, povstala vedená mužem zvaným Fráda, který však byl roce 521 př. n. l. poražen a stejně jako mnoho jeho následovníků popraven. Další zprávy o Margiáně pochází až z doby Alexandra Makedonského, ta se společně s Baktrií a Sogdiánou vzbouřila proti Alexandrově vládě vedeny Spitamenem. Po potlačení povstání byla v oáze založena Alexandrie, později přejmenovaná na Antiochii a poté na Merv. Po Alexandrově smrti byla oblast součástí Seleukovské říše, poté Parthské a následně Sasánovské. V 7. století byla Margiána dobyta muslimy.